# Котовський (Іжморський округ)
Кото́вський (рос. Котовский) — селище у складі Іжморського округу Кемеровської області, Росія.

## Населення
Населення — 44 особи (2010; 86 у 2002).
Національний склад (станом на 2002 рік):
- росіяни — 91 %